# Joshua Tijani
Joshua Tijani (Accra, 21 aprile 1992) è un ex calciatore ghanese, di ruolo difensore.

## Carriera

### Club
Ha giocato nella prima divisione ghanese.

### Nazionale
Nel 2014 ha partecipato al Campionato delle nazioni africane, di cui è stato finalista perdente. Nel medesimo anno ha giocato in totale 13 partite con la nazionale ghanese (con la quale ha giocato solamente nel corso di questo anno solare).

## Palmarès

### Club

#### Competizioni nazionali
- Campionato ghanese: 1

Ashanti Gold: 2015